# عیسی خندق
عیسی خندق، روستایی است از توابع بخش مرکزی شهرستان ساری در استان مازندران ایران.

آب آشامیدنی این روستا از چاه محلی تامین می گردد که تحت نظارت بهداشت و سازمان آب شهرستان ساری می باشد.دارای زمین چمن فوتبال(وقف جوانان روستا از طرف مرحوم حاج ذکراله خاکسار)می باشد. دارای مدرسه ابتدایی می باشد که بدلیل عدم رغبت خانواده هابه ثبت نام فرزندانشان در این مدرسه، و ثبت نام در مدارس ساری با امکانات بهتر، تعطیل گردید.

شغل اکثر اهالی این روستا کشاورزی می باشد و باغداری(مرکبات) بعنوان شغل دوم این روستا مطرح می باشد.

هفت شهید گرانقدر این روستا جوانانی پاک و متدین بودند که این دنیا باهمه زرق و برقش گنجایش بزرگی و عظمت آنها را نداشت و حتی  عملکرد بسیار بد و سودجویی ها و سوء استفاده های خانواده این عزیزان بعد از شهادتشان، نتوانست موجب  کم شدن محبوبیت این شهدا در دل اهالی روستا شود.

## جمعیت
این روستا در دهستان مذکوره قرار داشته و براساس آخرین سرشماری مرکز آمار ایران که در سال ۱۳۸۵ صورت گرفته، جمعیت آن ۶۹۶نفر (۱۸۵خانوار) بوده‌است.